# Меай
Меа́й (фр. Méailles, окс. Mealhas) — коммуна во Франции, находится в регионе Прованс — Альпы — Лазурный Берег. Департамент коммуны — Альпы Верхнего Прованса. Входит в состав кантона Анно. Округ коммуны — Кастелан.
Код INSEE коммуны — 04115.

## Население
Население коммуны на 2008 год составляло 110 человек.
| 1962 | 1968 | 1975 | 1982 | 1990 | 1999 | 2008 |
| ---- | ---- | ---- | ---- | ---- | ---- | ---- |
| 148  | 153  | 102  | 80   | 69   | 87   | 110  |

## Экономика
В 2007 году среди 71 человека в трудоспособном возрасте (15—64 лет) 47 были экономически активными, 24 — неактивными (показатель активности — 66,2 %, в 1999 году было 62,0 %). Из 47 активных работали 40 человек (25 мужчин и 15 женщин), безработных было 7 (4 мужчин и 3 женщины). Среди 24 неактивных 7 человек были учащимися или студентами, 13 — пенсионерами, 4 были неактивными по другим причинам.

## Достопримечательности
- Церковь Сен-Жак (XIII век)
- Пещера Кюл-де-Бёф
- Часовни: Нотр-Дам, Комб, Сен-Жак, Сен-Жозеф

## Фотогалерея

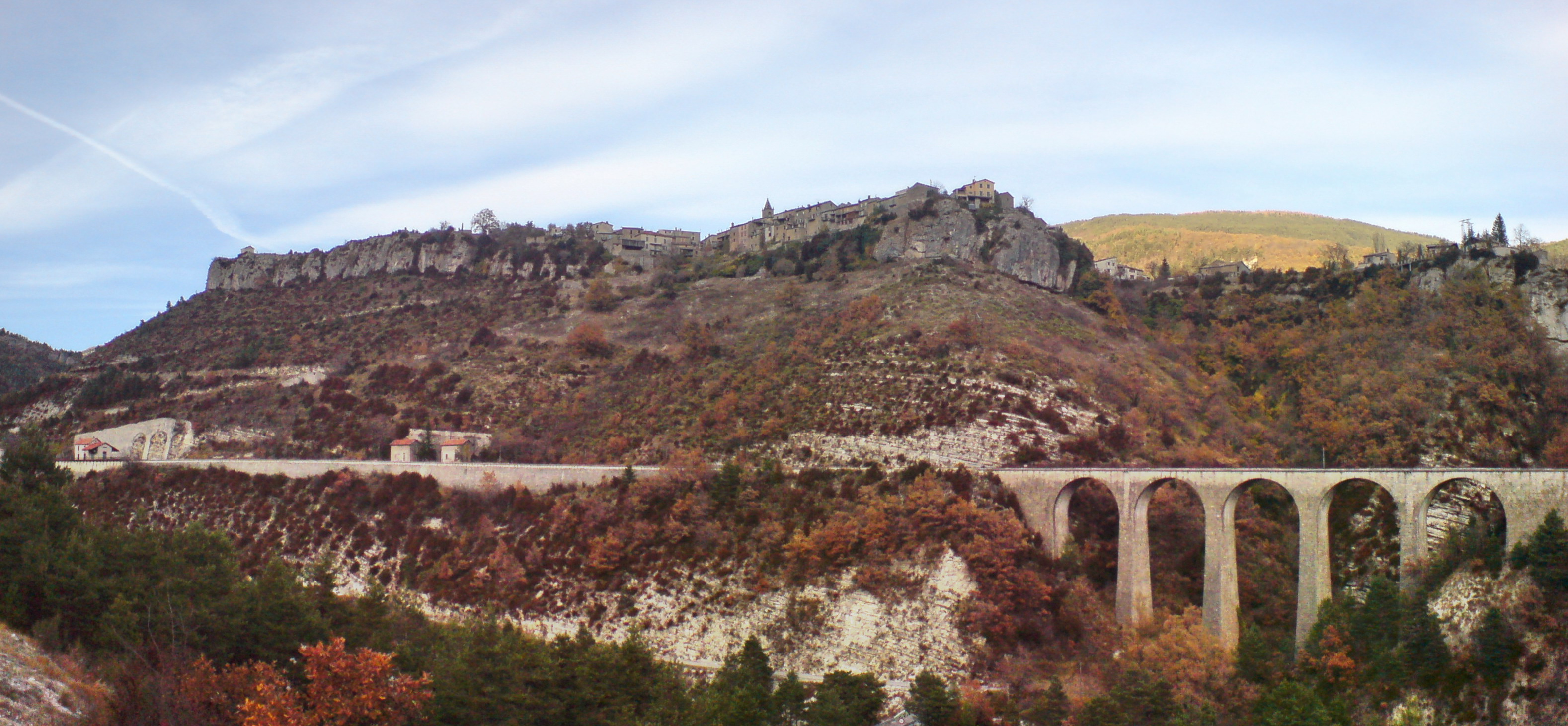
Виадук
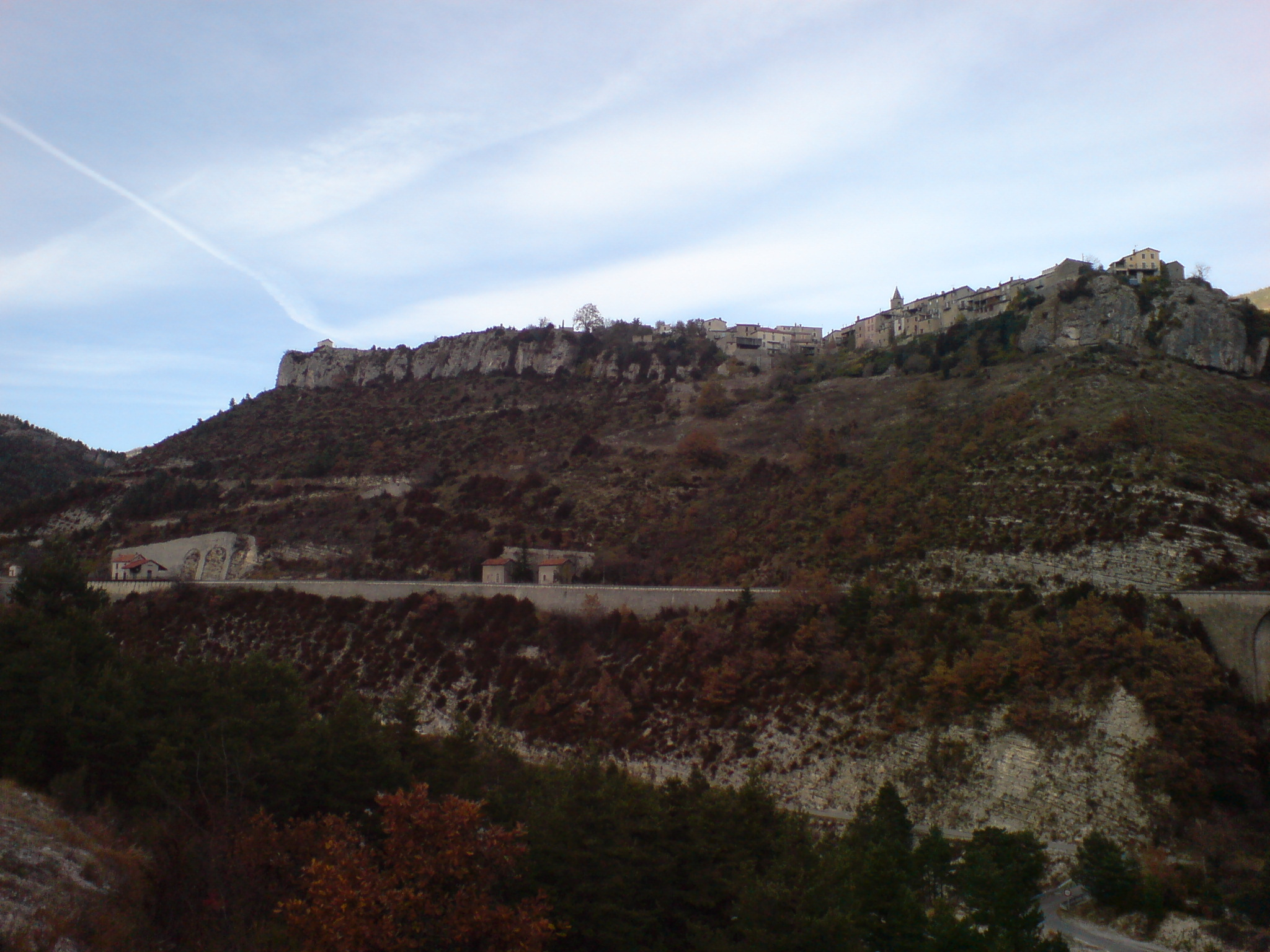
Вид на Меай и железную дорогу